# Thecophora atra
Espèce
Synonymes
- Myopa atra Fabricius, 1775[1]
- Myopa annulata Fabricius, 1794[1]
- Myopa maculata Meigen, 1804[1]
- Myopa micans Meigen, 1804[1]
- Myopa femorata Fabricius, 1805[1]
- Occemya femoralis Robineau-Desvoidy, 1853[1]
- Occemya fulvifrons Robineau-Desvoidy, 1853[1]
- Occemya meigeni Robineau-Desvoidy, 1853[1]
- Occemya pallipes Merg. Robineau-Desvoidy, 1853[1]
- Occemya dufouri Robineau-Desvoidy, 1853[1]
- Occemya grisea Robineau-Desvoidy, 1853[1]
- Occemya lamarckii Robineau-Desvoidy, 1853[1]
- Occemya macquarti Robineau-Desvoidy, 1853[1]
- Occemya guerini Robineau-Desvoidy, 1853[1]
- Occemya bigoti Robineau-Desvoidy, 1853[1]
- Occemya brunipes Robineau-Desvoidy, 1853[1]
- Occemya lucasi Robineau-Desvoidy, 1853[1]

Thecophora atra, le Thécophore atre, est une espèce d'insectes diptères de la famille des Conopidae. Elle est l'espèce-type du genre Thecophora. T. atra est une espèce paléarctique dont la larve est endoparasite d'hyménoptères, spécifiquement les Apidae Halictus et Lasioglossum.

## Description
À l'instar du genre Thecophora, T. atra est une Conopidae grisâtre dont la trompe est longue et la cellule R ouverte. Sa tête est trapézoïdale, munie d'antennes d'une longueur équivalente à celle de la tête, et son abdomen allongé et cylindrique.
Thecophora atra mesure de 4,5 à 6,5 mm de long. Sa tête est noire et l'espace entre les yeux est noir en haut et roux en bas ; l'ensemble de la face étant d'un jaune blanchâtre. Ses antennes sont noires à la base, le reste étant plutôt roux. Le thorax est noir, les flancs tirant plus sur le gris. L'abdomen est d'un noir luisant, excepté le deuxième tergite qui présente une bande grise élargie sur les côtés. Il est légèrement plus cendré chez la femelle. Ses pattes ont des fémurs et des tibias parfois roux à la base. Les ailes sont grises sur fond jaune et les haltères jaunâtres,,,.

## Confusions possibles
T. atra se distingue de l'espèce proche Thecophora cinerascens par des antennes au deuxième article plus long que le troisième alors qu'ils sont de longueurs égales chez T. cinerascens ; et chez la femelle, par une theca petite et triangulaire alors qu'elle est ronde et saillante chez T. cinerascens. Elle est généralement plus grande que sa consœur,.
T. atra et Thecophora fulvipes ont toutes deux des antennes au deuxième article plus long que le troisième ; elle s'en distingue par la présence d'une seule bande grise sur l'abdomen, alors que T. fulvipes comporte trois bandes médianes longitudinales noires,.

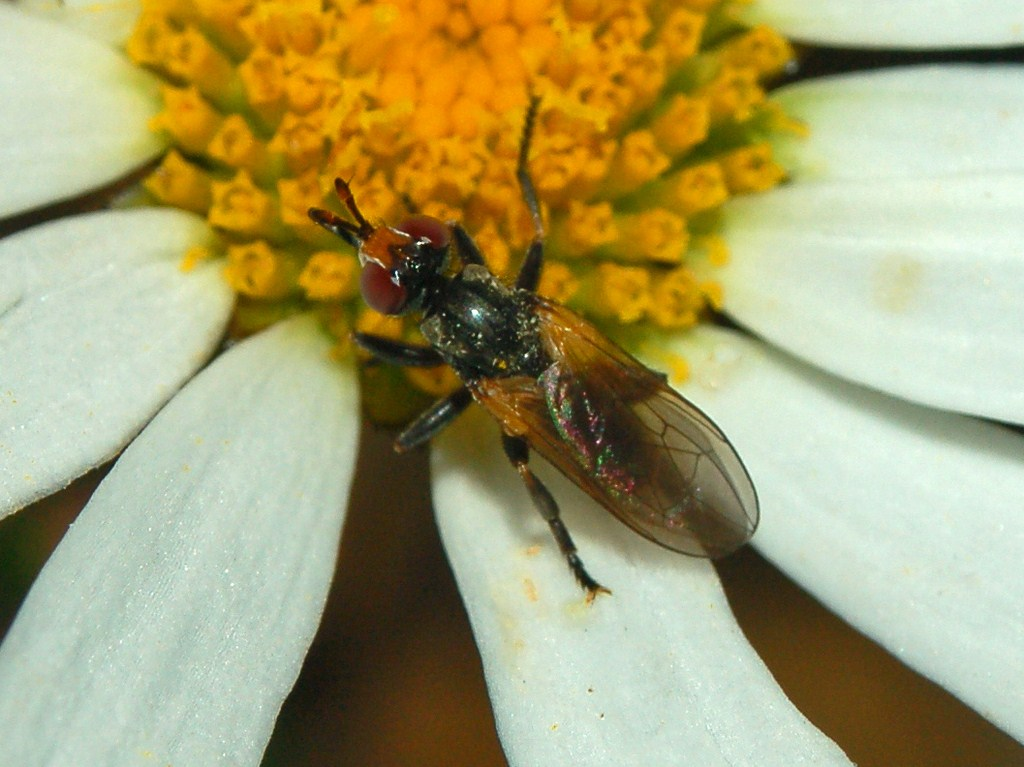
Thecophora atra (Gênes, Italie)
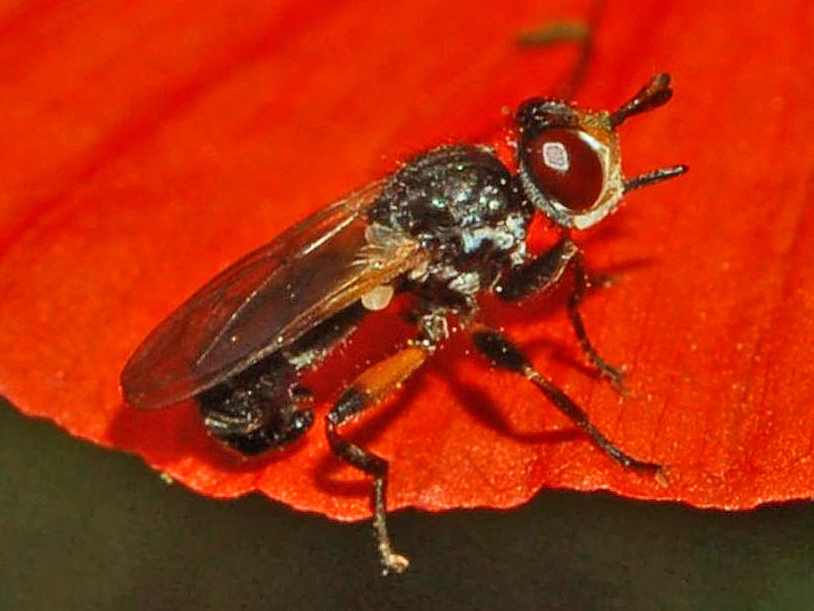
Thecophora cinerascens (Gênes, Italie)
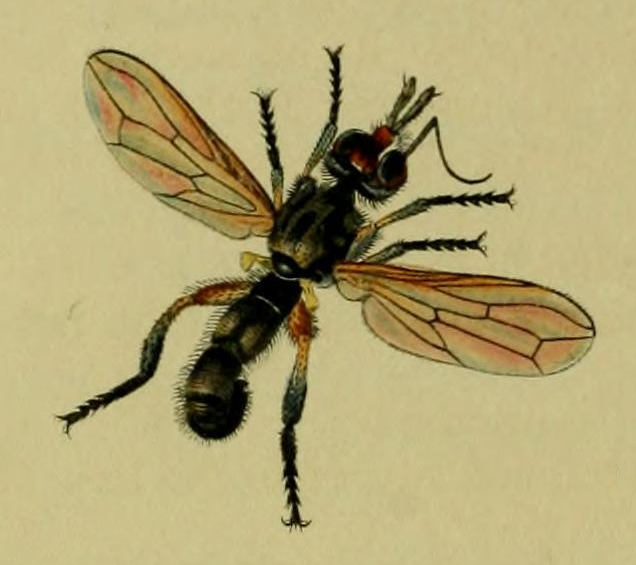
Thecophora fulvipes

## Éthologie
Les imagos de Thecophora atra, floricoles se nourrisant exclusivement de nectar, affectionnent particulièrement les fleurs de chardons et sont visibles de mai à septembre, en Europe,,. À l'instar des autres espèces de Conopidae, la femelle attaque violemment ses proies afin d'inoculer une larve qui endoparasitera son corps. Les hôtes de la larve reconnus sont des Apidae des genres Halictus et Lasioglossum, Halictus maculatus et Lasioglossum lineare. D'autres observations mériteraient d'être confirmées ; il s'agit également d'Apidae, à savoir Halictus nitidiusculus, Halictus scabiosae, Lasioglossum glabriusculum, Lasioglossum malachurum, Lasioglossum morio, Lasioglossum nigripes et Lasioglossum pauxillum.

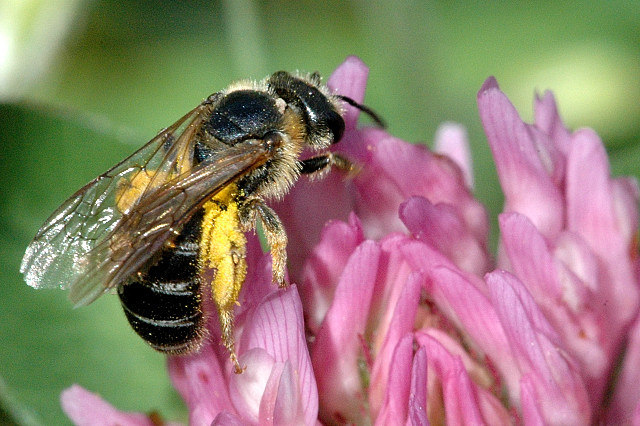
Halictus maculatus

## Répartition
Thecophora atra est présente sur Asie antérieure, en Afrique septentrionale et en Europe dont la France où elle est considérée comme courante. En raison d'une confusion avec des espèces proches du genre Thecophora avant sa révision par Kröber en 1916, les données concernant l'Est de l'Asie, dont la Chine et le Japon, demandent des vérifications.